# Ракетные удары по Барде
Ракетные удары по городу Барда, а также по сёлам Караюсифли и Айриджа Бардинского района Азербайджана, были нанесены армянскими войсками 27—28 октября и 7 ноября 2020 года, во время Второй карабахской войны. По данным Amnesty International, в атаках использовалась РСЗО «Смерч» с кассетным боеприпасом. По данным азербайджанской стороны, в результате ракетного обстрела Барды погибли 21 и пострадали более 70 человек, в Караюсифли — погибли пять и пострадали 15 человек, в Айридже — погиб один человек. Ракетный удар по городу Барда стал самой смертоносной атакой против гражданского населения за всю Вторую карабахскую войну.

## Предыстория
27 сентября 2020 года в Нагорном Карабахе, который контролировался непризнанной Нагорно-Карабахской Республикой, но признавался международным сообществом как территория Азербайджана, начался вооружённый конфликт. Население Барды составляет 40 тысяч человек, город расположен в 20 километрах от линии столкновения НКР и Азербайджана.
9 октября, в результате трёхсторонних переговоров между МИД России, Армении и Азербайджана было принято решение прекратить огонь в гуманитарных целях. Но уже 12 октября обе стороны обвинили друг друга в нарушении режима прекращения огня.
26 октября, при посредничестве США было заключено новое перемирие, но оно также вскоре было нарушено.

## Атаки
27 октября из реактивной системы залпового огня РСЗО «Смерч» с помощью кассетных ракет было обстреляно расположенное в 10 км от Барды село Караюсифли Бардинского района, в результате чего пять мирных жителей погибли (в том числе семилетняя девочка) и 15 получили ранения. Human Rights Watch зафиксировала значительные повреждения 12 жилых домов.
Город Барда был подвергнут обстрелу 28 октября в 13:00, причём удар был направлен в густонаселённые районы города. В результате ракетного удара погиб 21 человек и более 70 человек были ранены. Среди погибших был доброволец Красного Полумесяца. Были повреждены объекты гражданской инфраструктуры и транспортные средства, в том числе Бардинский лечебно-диагностический центр и региональное управление Государственной миграционной службы. Под обстрел попала группа репортёров газеты «New York Times», проезжавшая в тот момент по центральной улице Барды. Amnesty International и Human Rights Watch возложили ответственность за атаку на Армению. По данным Amnesty International, в атаке использовалась РСЗО «Смерч» со снарядом 9М55К, содержащим кассетную головную часть 9N235 с 72 поражающими элементами. Пресс-секретарь президента Нагорно-Карабахской Республики Араика Арутюняна признал ответственность за атаку, но заявил, что её целью являлись военные объекты.
7 ноября армянские силы выпустили ракету по близлежащему селу Айриджа. Ракета попала в сельскохозяйственное поле недалеко от села и убила 16-летнего мальчика, игравшего с другими детьми. Власти Азербайджана заявили, что идентифицировали боеприпас как снаряд РСЗО «Смерч» с осколочно-фугасной боевой частью 9М528. По сообщению Human Rights Watch, никаких военных объектов в этом районе замечено не было.

## Международная реакция
Администрация президента Азербайджана резко осудила атаку, назвав это «актом геноцида азербайджанского народа». Омбудсмен Сабина Алиева назвала случившееся «террористическим актом». Президент Азербайджана Ильхам Алиев пообещал ответить на ракетный удар (29—30 октября азербайджанская сторона заявила об уничтожении трёх систем «Смерч», из которых, по её мнению, обстреливались Барда и Тертер).
Ракетный удар по Барде осудили Турция, Пакистан, Иран, Франция и Казахстан.
Комментируя атаку, региональный директор Amnesty International по Восточной Европе и Центральной Азии Мари Стратерс заявила, что «обстрелы кассетными боеприпасами гражданских объектов жестоки и безрассудны и приводят к неисчислимым смертям, ранениям и страданиям». Human Rights Watch опубликовала отчёт об атаке, подтвердив применение кассетных боеприпасов, и призвала Армению прекратить использование запрещённого оружия.

## Уголовное расследование
По факту ракетных ударов по Барде Генпрокуратура Азербайджана возбудила 29 октября 2020 года уголовное дело по статьям 120.2.1 (умышленное убийство, совершенное организованной группой или преступным сообществом), 120.2.4 (умышленное убийство, совершенное с особой жестокостью или общеопасным способом), 120.2.12 (умышленное убийство, совершенное по мотиву национальной, расовой, религиозной ненависти или вражды), 100.2 (ведение агрессивной войны) и другим статьям Уголовного кодекса Азербайджана. Три года спустя эти и другие обвинения были предъявлены бывшему президенту НКР Араику Арутюняну после того как он был арестован азербайджанскими спецслужбами в Ханкенди 3 октября 2023 года, среди прочего, по подозрению в причастности к запуску баллистических и других типов ракет в направлении Гянджи и Барды. Данные статьи предусматривают наказание от длительного заключения до пожизненного срока.